# اولیویا پرایس
اولیویا پرایس (انگلیسی: Olivia Price؛ زادهٔ ۲ اوت ۱۹۹۲) ورزشکار اهل استرالیا است.
وی در مسابقات کشوری و بین‌المللی در مجموع برندهٔ ۱ مدال نقره شده‌است.